# 1446
1446 (MCDXLVI) a fost un an comun al calendarului iulian, care a început într-o zi de sâmbătă.

## Nașteri
- dată necunoscută: Alexander Agricola  (d. 1506)
- 3 mai: Margareta de York  (d. 1503)

## Decese
- 15 aprilie: Filippo Brunelleschi  (n. 1377)
- 12 decembrie: Mircea al II-lea  (n. 1422)
- 13 iulie: Caterina a Franței (1428-1446)  (n. 1428)